# Streptanthus fenestratus
Streptanthus fenestratus là một loài thực vật có hoa trong họ Cải. Loài này được (Greene) J.T. Howell miêu tả khoa học đầu tiên năm 1961.